# Marentino
Marentino (piemonti nyelven Marentin) egy község Olaszországban, Torino megyében.